# Det blå Tog
Det blå tog (eng.The Mystery of the Blue Train) er en detektivroman af forfatteren Agatha Christie med Hercule Poirot som detektiv. Den udkom i original i 1928, men blev først oversat til dansk i 1952 på Carit Andersens Forlag "De trestjernede”, nr. 20.

## Handling
Bogen handler om Katherine Grey, som har arvet en stor formue af sin afdøde arbejdssgiver, og rejser til Rivieraen med det såkaldte Blå tog.  På toget møder Katherine den velhavende, men ulykkelige, Ruth Kettering, enebarn af den amerikanske millionær Rufus Van Aldin og i ulykkeligt ægteskab med med den engelske adelsmand Derek Kettering. Ruths far har netop foræret hende et værdifuldt rubinsmykke, kaldet ’’Ildhjertet’’, som mange efterstræber. Da toget når frem til Cannes findes Ruth død i sin kupé og rubinen er forsvundet. Hercule Poirot rejser imidlertid også med toget og Van Aldin hyrer ham til at opklare mordet. Han benytter Katherine som assistent i opklaringen af sagen.

## TV-film
I en TV – filmatisering fra 2005 spillede David Suchet Hercule Poirot og Elliott Gould Rufus Van Aldin.

## Eksterne links
- The Mystery of the Blue Train Arkiveret 2. januar 2010 hos  Wayback Machine  Agatha Christies officielle hjemmeside